# Kalanchoe
Kalanchoe (Adans., 1763) è un genere di circa 155 specie di piante succulente della famiglia delle Crassulaceae, principalmente originarie del Vecchio Mondo. In seguito all'introduzione, ora alcune specie crescono selvatiche anche nel Nuovo Mondo.
Il nome deriva dalla latinizzazione del cantonese gaa laam coi, "pianta del tempio", come registrato da Georg Joseph Kamel, missionario gesuita nelle Filippine intorno al 1700.

## Descrizione
La maggior parte sono arbusti o piante erbacee perenni, ma alcune sono annuali o biennali. La più grande, la Kalanchoe beharensis del Madagascar, può raggiungere i 6 m di altezza, ma la maggior parte delle specie restano sotto il metro.
Sono piante molto rustiche e caratterizzate da grasse foglie verdi o maculate, coltivate sia per il fogliame ornamentale che per i fiori variopinti.
I fiori si sviluppano all'apice della foglia. Come molte piante tropicali è brevidiurna e quindi la fioritura avviene alla fine dell'inverno.
Sono caratterizzate dalla gran quantità di petali ben ramificati.

## Distribuzione
Le specie del genere Kalanchoe sono diffuse in Madagascar, dove è concentrata la maggiore biodiversità, in Africa orientale e meridionale, nella penisola arabica, nel sud-est asiatico e nelle aree tropicali dell'Asia.

## Tassonomia
Il genere è stato descritto per la prima volta dal botanico Michel Adanson nel 1763.
Il genere Bryophyllum fu descritto da Salisbury nel 1806, e il genere Kitchingia fu creato da Baker nel 1881. Al giorno d'oggi, Kitchingia è usato come sinonimo di Kalanchoe, mentre alcuni botanici trattano Bryophyllum come un genere separato.

### Specie
Il genere Kalanchoe comprende attualmente 155 specie. Tra queste le più note, data la popolarità come piante ornamentali, sono:
- Kalanchoe blossfeldiana: la più comune, è molto apprezzata per le notevoli e colorate infiorescenze. Ne esistono numerose varietà con fiori di diversi colori ed è una delle piante insignite dell'Award of Garden Merit dalla Royal Horticultural Society[7].
- Kalanchoe daigremontiana: nota anche come "madre di milioni" presenta la particolare caratteristica di sviluppare piccole piante sui margini delle foglie le quali, staccandosi, permettono la propagazione della specie[8].
- Kalanchoe thyrsiflora: tra le specie di Kalanchoe di maggiori dimensioni, K. thyrsiflora è caratterizzata dalle ampie foglie arrotondate che le sono valse il soprannome di "paddle plant"[9].

## Coltivazione
In generale queste piante sono particolarmente rustiche e di facile coltivazione sia in piena terra (per esempio nei giardini rocciosi) che in vaso come pianta ornamentale d'appartamento. Sono molto apprezzate per la robustezza, la facilità di propagazione e la bassa richiesta d'acqua.
Si caratterizzano inoltre per un tipo particolare di fotosintesi detta, in inglese, CAM (Crassulacean Acid Metabolism).
Kalanchoe pinnata ha una curiosità: presenta una moltiplicazione vegetativa in cui dei piccoli esemplari si sviluppano ai bordi delle foglie delle piante adulte, con un principio di radici. Quando la foglia si rompe e cade, i piccoli esemplari che vengono a contatto col suolo radicano direttamente.
Una situazione analoga si ha nella Kalanchoe daigremontiana e in altre specie come la Kalanchoe delagoensis
Le annaffiature devono essere abbondanti d'estate, mentre il terriccio deve essere quasi asciutto d'inverno.

Concimazioni moderate ma regolari.

## Galleria d'immagini

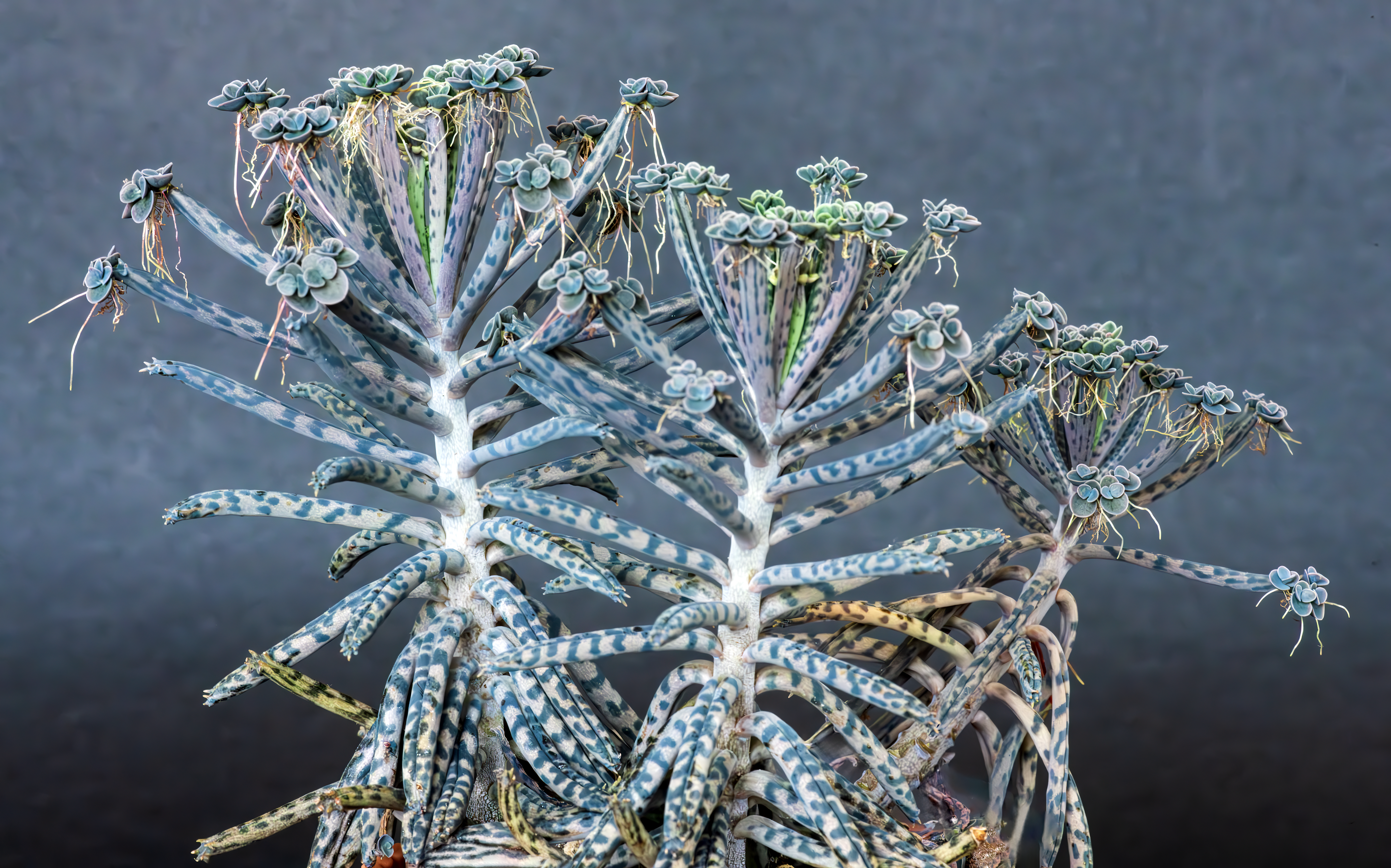
Kalanchoe delagoensis
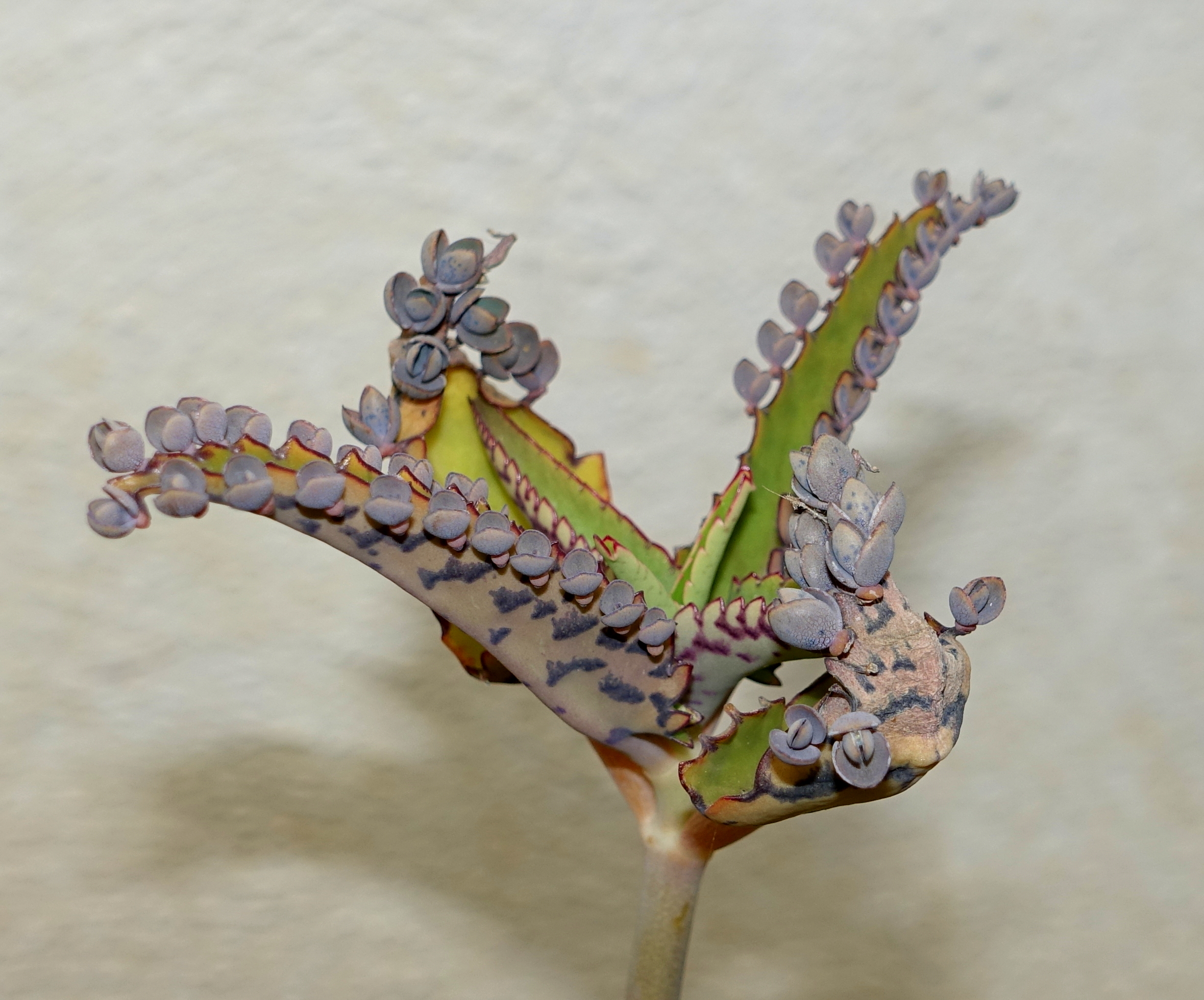
Kalanchoe daigremontiana
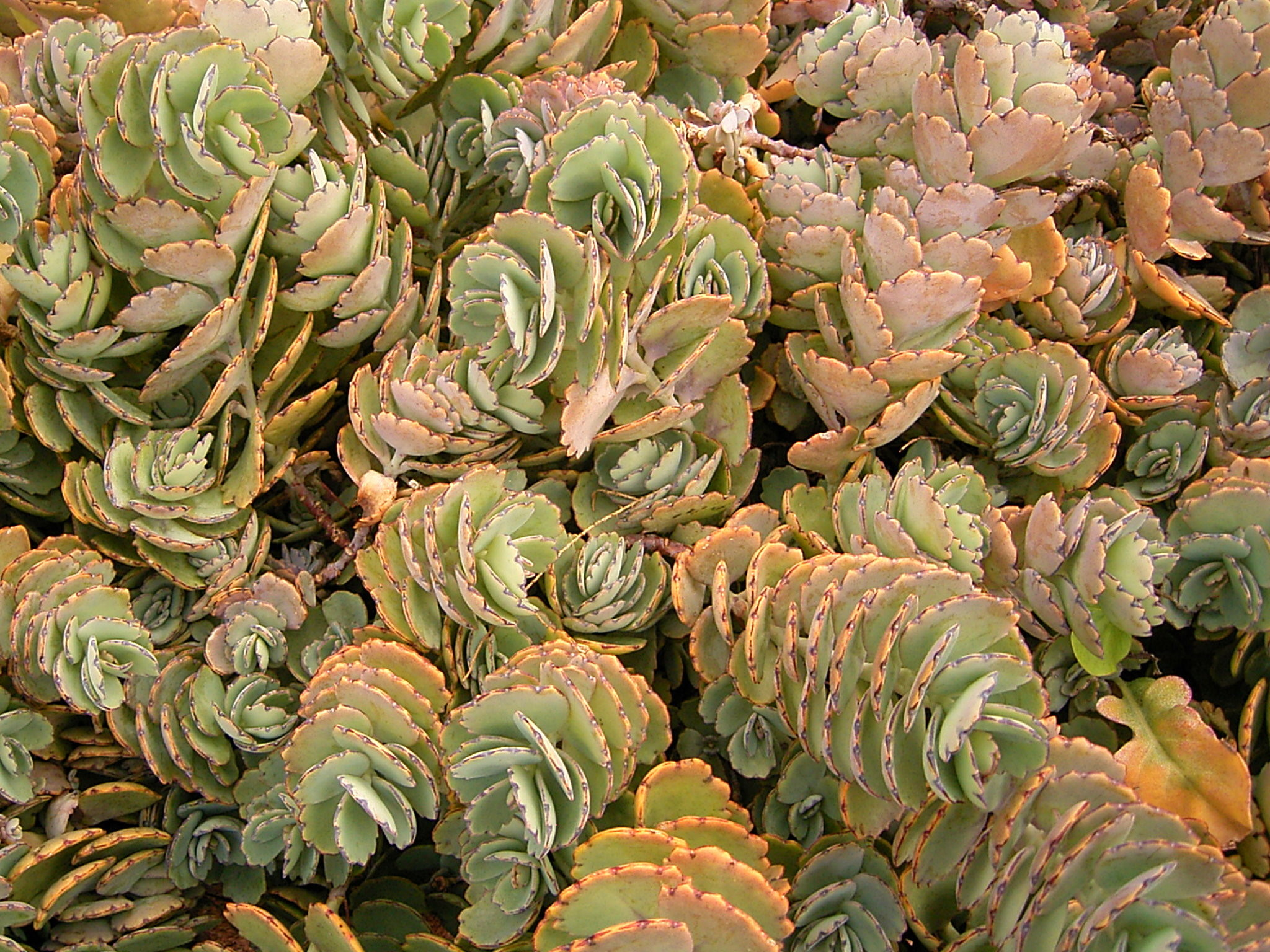
Kalanchoe fedtschenkoi
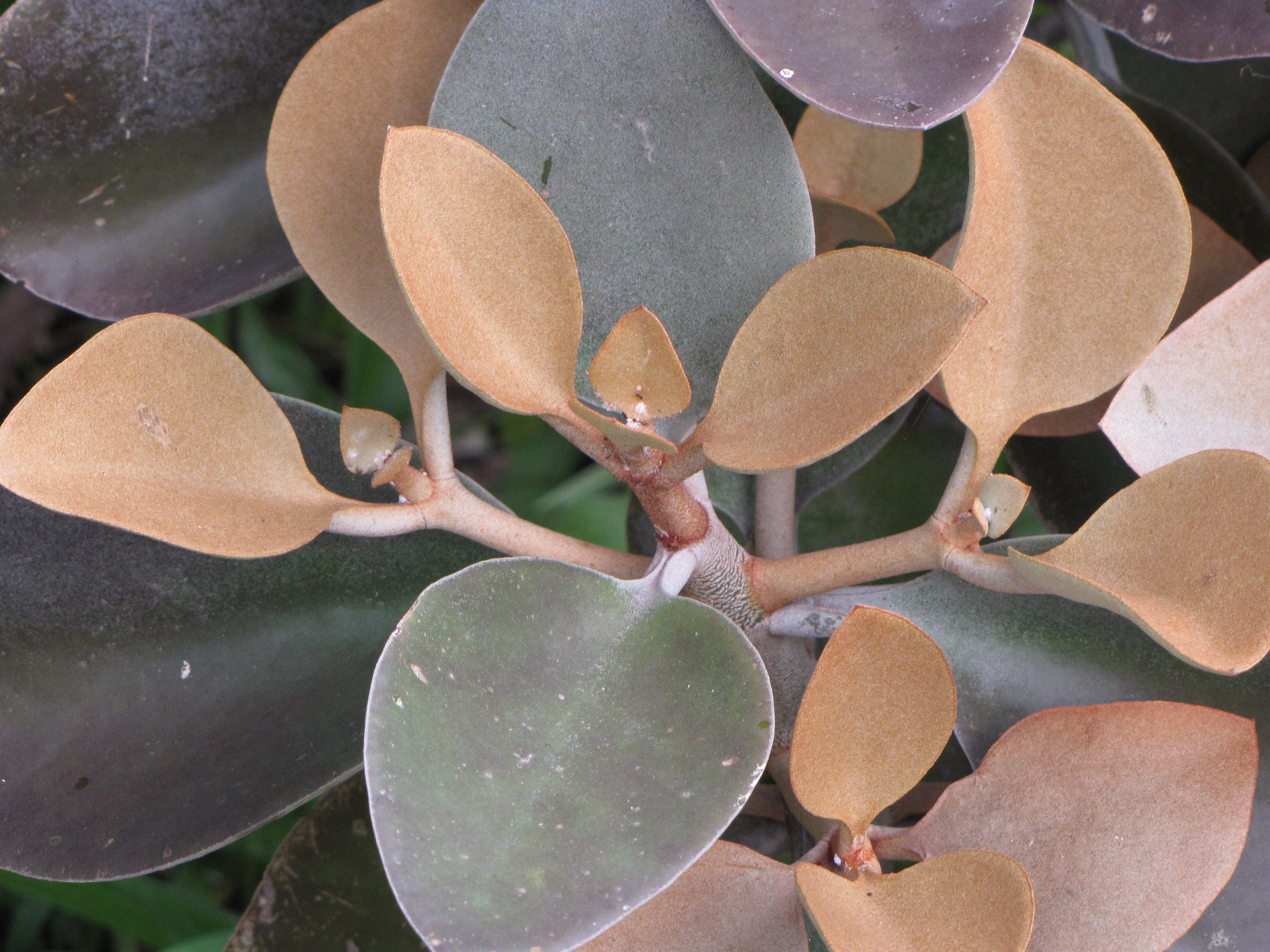
Kalanchoe orgyalis
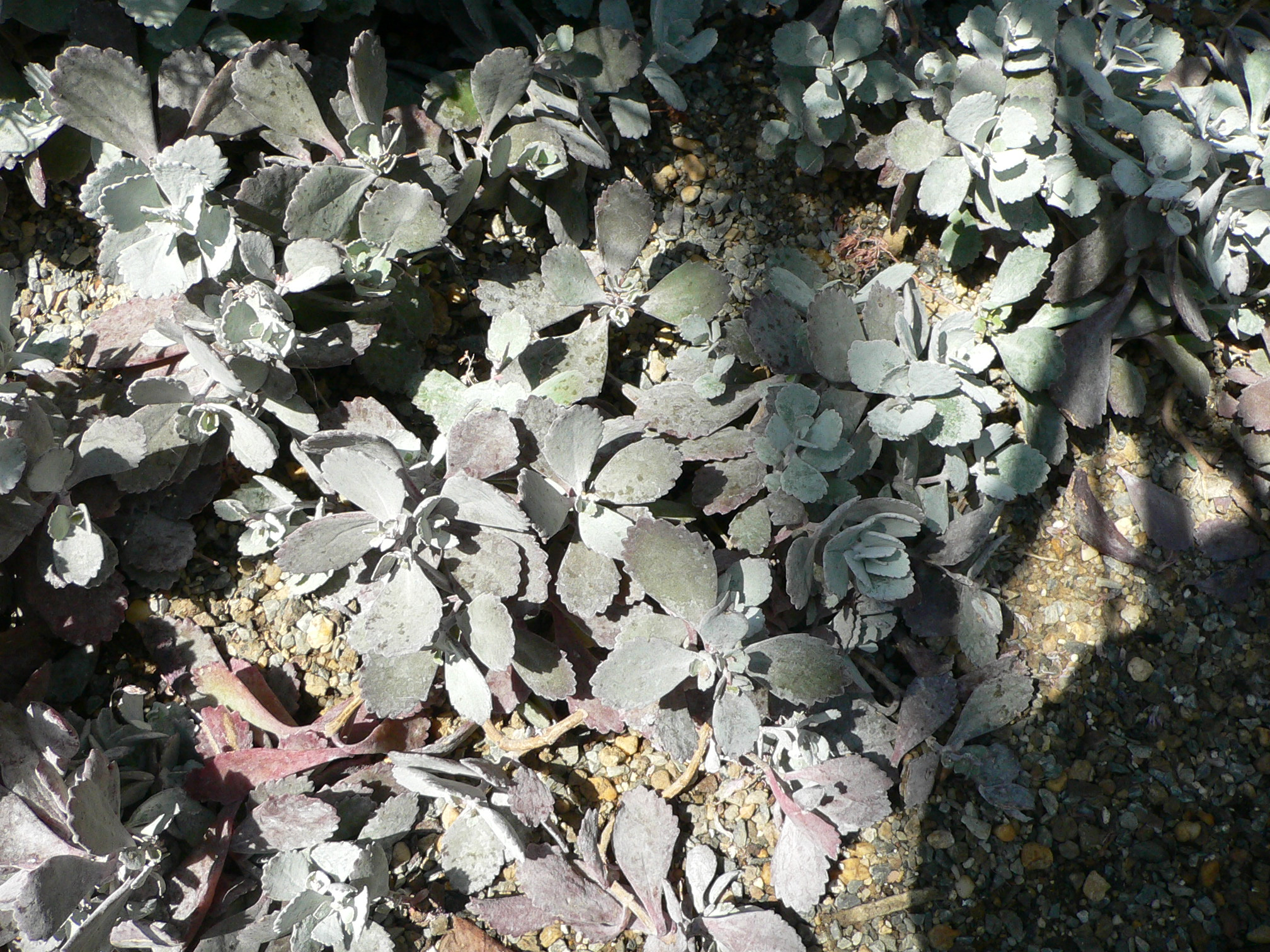
Kalanchoe pumila
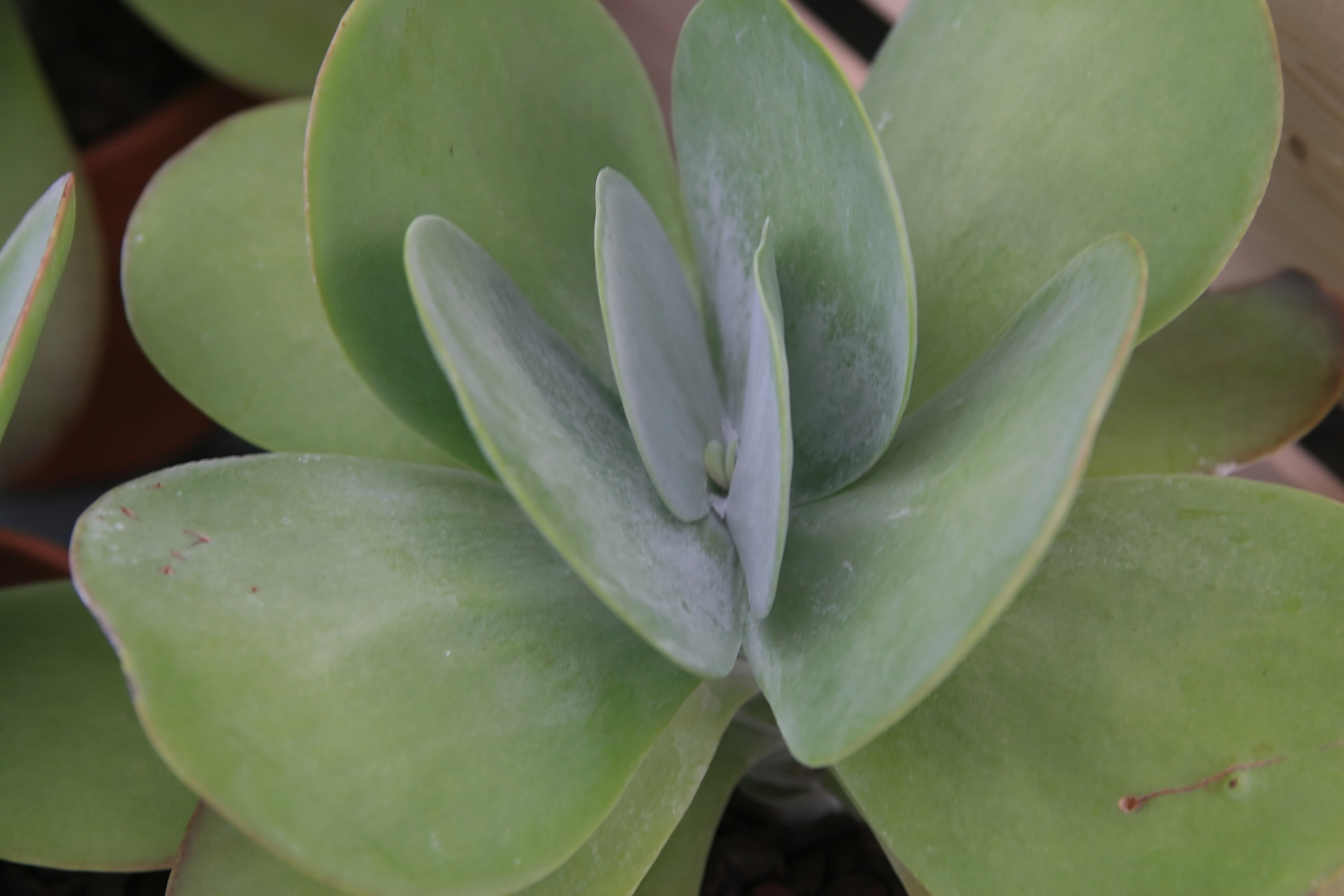
Kalanchoe thyrsiflora
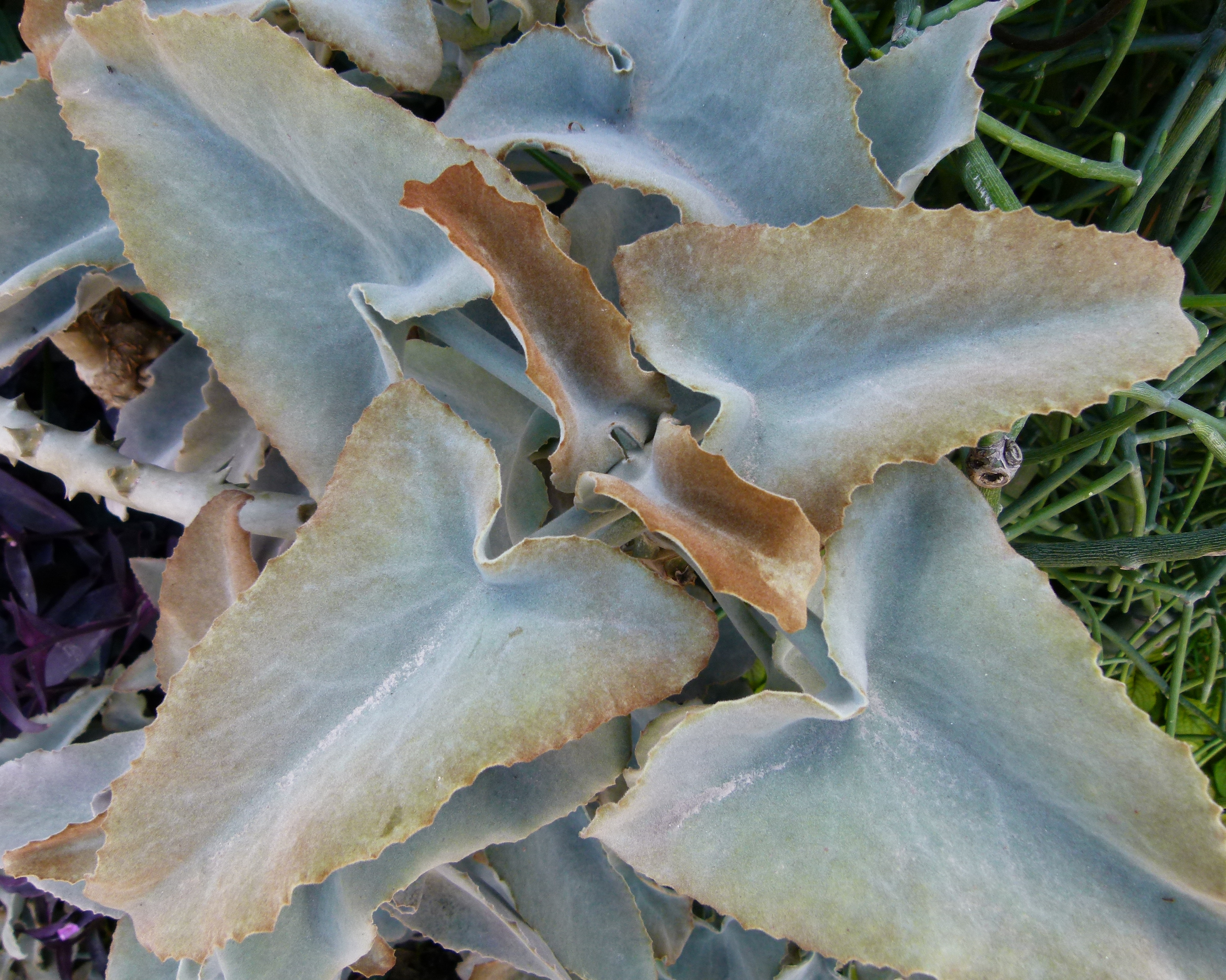
Kalanchoe beharensis
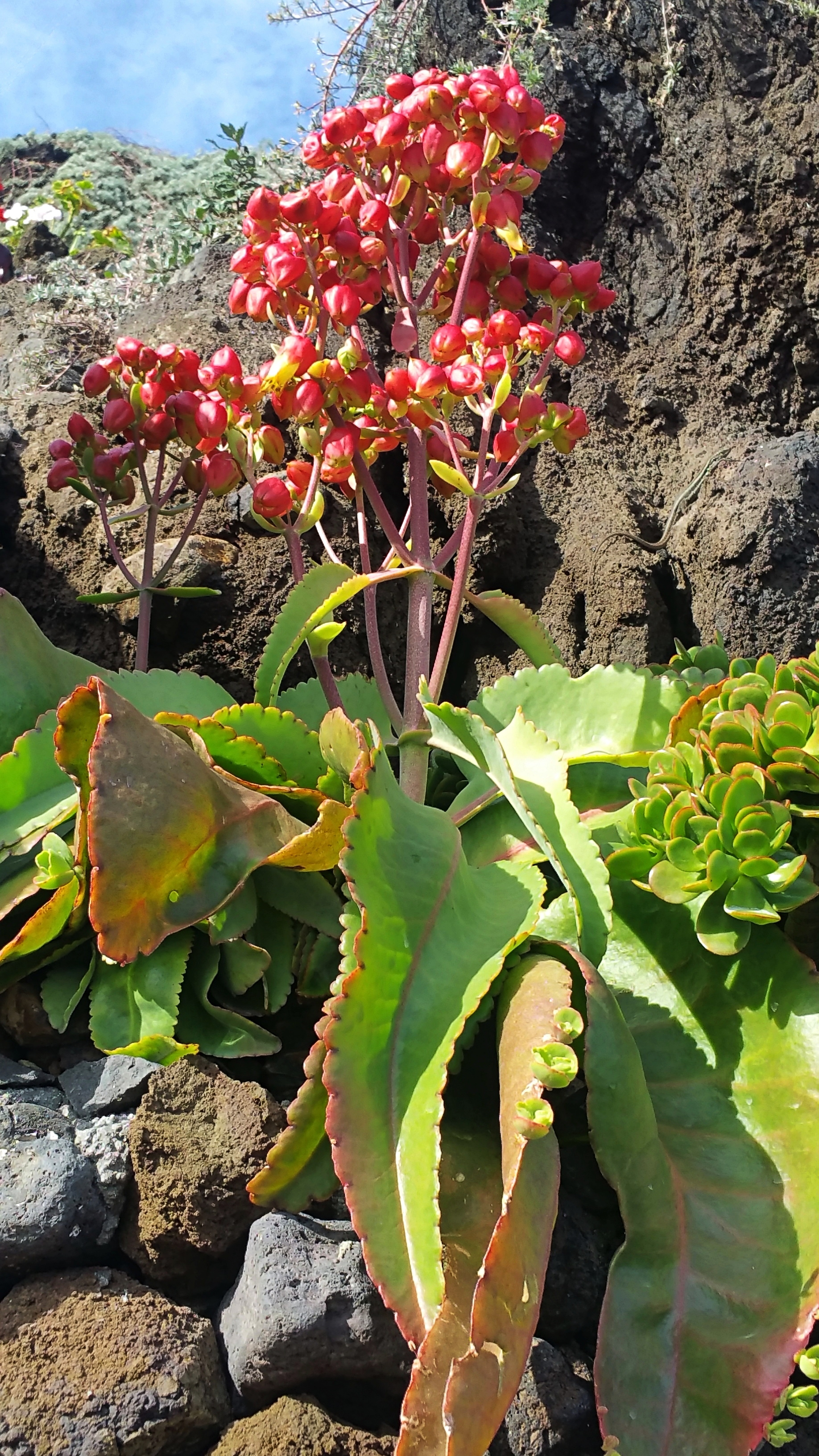
Kalanchoe poincarei
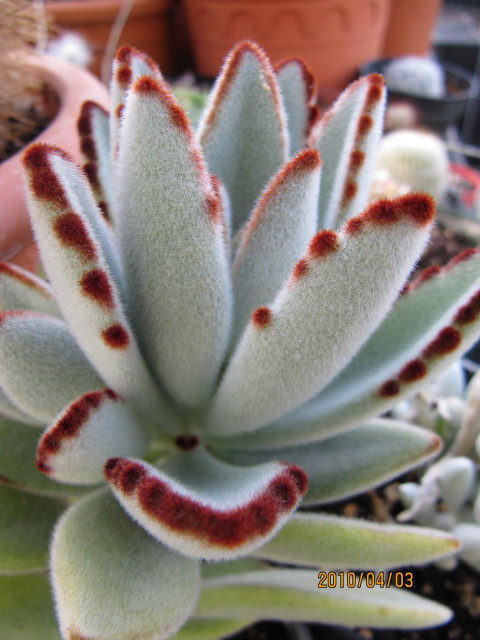
Kalanchoe tomentosa